# Świni Rów
Świni Rów – część wsi Bojano w Polsce, położona w województwie pomorskim, w powiecie wejherowskim, w gminie Szemud.
W latach 1975–1998 Świni Rów administracyjnie należał do województwa gdańskiego.